# アークス (北海道の企業)
株式会社アークス（英: ARCS COMPANY, LIMITED）は、北海道・東北地方・北関東においてスーパーマーケットなどの小売事業を展開する流通グループ・アークスグループの統括会社となる純粋持株会社。

## 概説

### 源流
1960年、海産物商社の野原産業（東京）の北海道支店が養豚事業を開始する。これには「乗れ残った魚かすを飼料として消化したい」とのアイデアから生まれ、翌年のダイマルスーパー（現：アークス）設立のきっかけとなった。その後大丸産業、大丸スーパーと名前を変え、1989年に衣料品チェーン「金市舘」の小売事業を分割した丸友産業と経営統合し、初代株式会社ラルズとなった。

### 設立後
2002年に北海道の地場スーパーであるラルズと福原が経営統合を行い、初代ラルズが株式会社アークスとして持株会社へ移行。同日、営業の全てを、2代目ラルズとして分社化。
その後、「ビッグハウス」や「スーパーアークス」といった大型スーパーマーケット・ショッピングセンターの出店を進めると共に、道内各地のスーパーを次々と傘下に納めた。

#### M&A
2009年10月には東急グループであった札幌東急ストアを買収した（同年11月付で東光ストアに改称）。これにより、グループ連結の売上高は大台の3,000億円を突破。道内のスーパー業界では、ライバルのコープさっぽろやイオン北海道と名実ともに三つ巴の戦いを繰り広げている。
2011年6月には青森県八戸市に本拠を置くユニバースを買収すると発表し、同年10月付で買収を完了した。これによって、アークスグループは初の道外進出を果たすと共に、売上高4000億円を突破し国内の食品スーパーではライフコーポレーションに次ぐ2位、総合スーパーでも7位の企業規模となった。また、同年11月には網走市内に店舗を展開している篠原商店を子会社化するなど、道内の中小スーパー（50 - 100億円規模）を次々にグループ傘下に収め、更なる規模拡大を図った。
2012年9月には岩手県盛岡市に本拠を置くジョイスを、2014年9月には同地に本拠を置くベルプラスをそれぞれ買収した。さらに、2016年3月にはジョイスとベルプラスが合併し、ベルジョイスを設立した。また、同年3月には道東ラルズと篠原商店の合併により、道東アークスを設立した。
2016年2月5日には、子会社のラルズが余市町で「スーパーチェーンシガ」を運営する丸しめ志賀商店と同社関連会社を買収した。

### 社名
社名の由来は、「一つひとつの企業が強い弧（ARC）となり、大きな円＝ARCSを創りあげ、地域社会に貢献していく」ことを意味しており、Always、Rising、Community、Serviceの頭文字から構成されている。
旧法人名や屋号には「大丸」が含まれているが、「大丸」を冠するほかの小売事業者とは無関係である。

## 沿革
参照：

### 1960年代
- 1961年（昭和36年）10月28日 - 生鮮食品の小売業を目的に、札幌市南13条西9丁目716番地に株式会社ダイマルスーパー設立。
- 1961年（昭和36年）11月 - 本社にスーパーマーケットの一号店として、「ダイマルスーパー山鼻店」を併設・開店。
- 1964年（昭和39年）11月 - 大丸産業株式会社に商号変更すると共に、札幌郡広島村字大曲（現：北広島市大曲）に本社移転。
- 1966年（昭和41年）5月 - ビルメンテナンスの関連会社として、大丸建装（現：エルディ）を設立。
- 1969年（昭和44年）8月 - 大丸スーパー株式会社に商号変更。

### 1980年代
- 1980年（昭和55年）6月 - シジシージャパンに正式加盟。
- 1987年（昭和62年）6月 - CIを導入。ストアネームを「大丸スーパー」から、「フレッティ大丸」に変更。
- 1987年（昭和62年）7月 - 大丸建装を子会社化。
- 1989年（平成元年）2月 - 酒類販売のイワイを子会社化。
- 1989年（平成元年）3月 - 道内主要都市で衣料品店「金市舘」を運営していた丸友産業を吸収合併、株式会社ラルズに商号変更。
- 1989年（平成元年）3月 - 札幌市豊平区平岸1条1丁目に本社移転。
- 1989年（平成元年）5月 - コーセーを子会社化。
- 1989年（平成元年）12月 - 連結子会社のコーセーの店舗14軒を譲受け。

### 1990年代
- 1993年（平成5年）7月26日 - 日本証券業協会に株式を店頭登録。
- 1995年（平成7年）11月 - 北見市でスーパーマーケットを展開するイチワ（後の道東アークス）を子会社化。
- 1996年（平成8年）3月 - 医薬品販売のライフポートを子会社化。
- 1997年（平成9年）11月 - 旭川市でスーパーマーケットを展開するサンフーズ（三島の関連会社）を子会社化。
- 1997年（平成9年）11月 - 連結子会社のサンフーズが、道北ラルズ（現：道北アークス）に商号変更。
- 1997年（平成9年）12月 - 連結子会社の道北ラルズが、三島の店舗8軒を譲受け。
- 1998年（平成10年）9月 - 角幡商店より店舗5軒を買収、道北ラルズに運営を委託。
- 1998年（平成10年）9月 - ユニークショップつしまとの共同で、北海道流通企画を設立。

### 2000年代
- 2000年（平成12年）2月 - シー・ジー・シー北海道本部（現：北海道シジシー）に対する出資比率が20%を超え、関連会社となる。
- 2000年（平成12年）5月 - いちまる（帯広市）の株式20.0％を取得[19]。
- 2000年（平成12年）12月 - 新日鉄系であったホームストア（室蘭市）の株式90.0%を取得[20]。
- 2002年（平成14年）11月1日 - 十勝・道東地方の大手スーパーの福原との経営統合を実施[21][22]。

1. 初代ラルズ事業部門を、2代目ラルズとして分社化。
2. 初代ラルズは株式会社アークスに商号変更すると共に、純粋持株会社体制に移行。
3. アークスを完全親会社、福原を完全子会社とする株式交換を実施。

- 2004年（平成16年）2月 - 道南ラルズ（旧商号の北海道流通企画より変更）の株式を追加取得により子会社化。
- 2004年（平成16年）3月4日 - 東証第二部市場に上場。
- 2004年（平成16年）3月 - 子会社店舗の地域別再編を実施。

1. 連結子会社の福原の「フクハラ恵み野店」と「フクハラ島松店」の営業を、ラルズに移管。
2. 連結子会社の道東ラルズの「ビッグハウス釧路店」の営業を、福原に移管。

- 2004年（平成16年）10月 - 連結子会社の福原の店舗4軒[注 1]の営業を、道東ラルズに移管。
- 2004年（平成16年）10月 - 株式交換により、旭川市でスーパーマーケットを運営するふじ（現：道北アークス）を完全子会社化。
- 2005年（平成17年）2月 - 東証第一部市場に銘柄指定替え。
- 2005年（平成17年）3月 - いちまるとの資本業務提携を解消。
- 2005年（平成17年）3月 - 連結子会社の道北ラルズが、三島の店舗4軒を譲受け。
- 2006年（平成18年）11月 -「スーパーアークス」一号店として、スーパーアークス菊水店がオープン[23][24]。
- 2007年（平成19年）2月 - 連結子会社のエルディが、大手ホームセンターのカインズ（群馬県高崎市）と業務提携。
- 2008年（平成20年）3月 - 連結子会社のラルズが、ホームストアを吸収合併。
- 2008年（平成20年）10月 - 連結子会社のラルズと共に、札幌市中央区南13条西11丁目2-32（現在地）に本社移転。
- 2009年（平成21年）10月30日 - 東急グループの札幌東急ストアの全株式を取得[25][26]。
- 2009年（平成21年）11月5日 - 連結子会社の札幌東急ストアが、東光ストアに商号変更[27][28]。

### 2010年代
- 2010年（平成22年）2月3日 - 札幌証券取引所に上場。
- 2011年（平成23年）6月29日 - ユニバース（青森県八戸市）との経営統合を発表[29]。
- 2011年（平成23年）10月21日 - 株式交換により、ユニバースを完全子会社化[5]。
- 2011年（平成23年）11月9日 - 帯広市を中心にスーパーマーケットを展開する篠原商店の全株式を取得[8]。
- 2012年（平成24年）7月1日 - 連結子会社のふじが道北ラルズを吸収合併のうえ、道北アークスに商号変更[30]。
- 2012年（平成24年）9月1日 - ジョイス（岩手県盛岡市）を完全子会社化[9]。
- 2013年（平成25年）12月1日 - 連結子会社のエルディが、ライフポートを吸収合併[31]。
- 2014年（平成26年）3月31日 - 連結子会社のユニバースが、リッツコーポレーションとFINIの全株式をそれぞれ取得[32][33]。
- 2014年（平成26年）9月1日 - ベルプラス（岩手県盛岡市）を完全子会社化[34]。
- 2016年（平成28年）2月5日 - 連結子会社のラルズが、「スーパーチェーンシガ」を運営する丸しめ志賀商店を買収[14]。
- 2016年（平成28年）3月1日 - 連結子会社間の合併実施。

1. ジョイスがベルプラスを吸収合併のうえ、ベルジョイスに商号変更[12]。
2. 道東ラルズが篠原商店を吸収合併のうえ、道東アークスに商号変更[13]。

- 2016年（平成28年）6月 - ドラッグストア業界2位であるサンドラッグ（東京都府中市）と共同で、サンドラッグエースを設立[35][36]。
- 2016年（平成28年）12月 - 連結子会社のドラッグ・ユーの清算結了。
- 2018年（平成30年）12月25日 - 有力中堅スーパーのバローホールディングス（中部地方）、リテールパートナーズ（九州地方）と資本業務提携[37]、新日本スーパーマーケット同盟を結成[38]。
- 2019年（令和元年）9月1日 - 株式交換により、宮城県を中心に食品スーパーを展開する伊藤チェーンを完全子会社化[39]。

### 2020年代
- 2020年（令和2年）11月17日 - 栃木県のスーパー「オータニ」と経営統合することで基本合意した[40]。
- 2021年（令和3年）4月14日 - オータニを完全子会社化[41]。
- 2022年（令和4年）4月4日 - 東証の市場区分見直しに伴い、プライム市場に移行。
- 2022年（令和4年）8月 - 連結子会社のビッグハウスの清算結了。
- 2022年（令和4年）9月 - 連結子会社のハピネス・デリカ（同年5月設立）が、道東ライスの総菜製造事業を譲受け。
- 2022年（令和4年）12月 - 連結子会社の梶尾フラワー（同年10月設立）が、梶尾花園のフラワー事業を譲受け。
- 2023年（令和5年）9月1日 - 連結子会社のベルジョイスが、岩手県でスーパーマーケットを展開するみずかみを完全子会社化[42]。
- 2023年（令和5年）9月 - 連結子会社のユニバースが、ユニバース興産を吸収合併[43]。
- 2023年（令和5年）12月 - Amazon.com, Inc.（米国）と共同で、「Amazonネットスーパー アークス」のサービス開始[44]。

## グループ企業

### スーパーマーケット事業

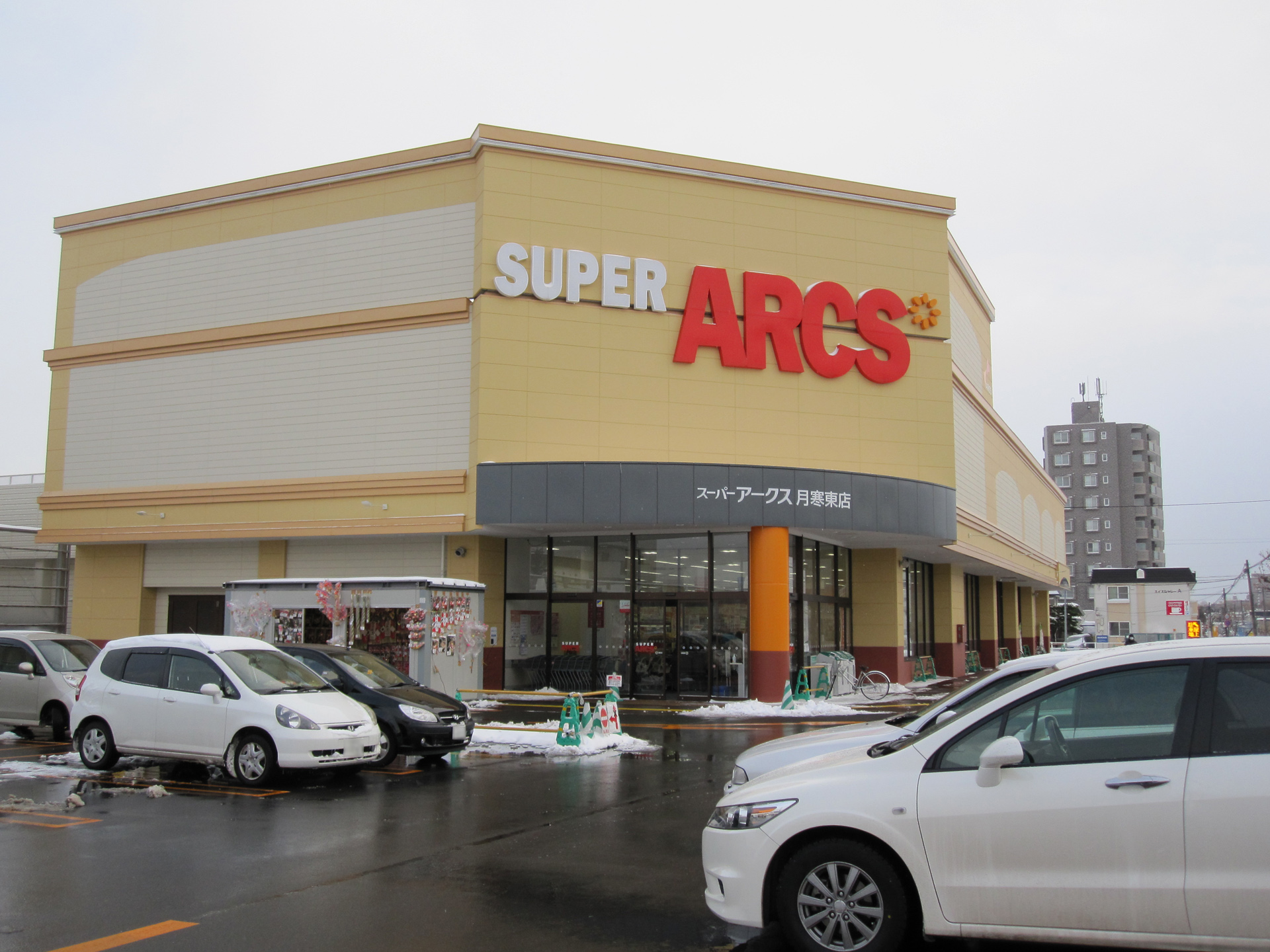
グループ名を冠した店舗である「スーパーアークス」。月寒東店（北海道札幌市豊平区、ラルズ運営、2011年12月）

- 株式会社ラルズ（札幌市中央区） - 札幌市を中心とした道央圏で展開。食品スーパー（スーパーアークスなど）、衣料品・生活用品店（ラルズプラザ）、ショッピングセンター（パストラル）を有する。2002年に旧ラルズ（商号変更後にアークスとなった）から小売事業等を譲渡されたもので、法人としては2代目。
- 株式会社東光ストア（札幌市豊平区） - 元は東急グループの株式会社札幌東急ストアで、2009年にアークスの子会社となり株式会社東光ストアへ商号変更。
- 株式会社道東アークス（北海道北見市） - 北見市を中心とした道東圏で展開。グループ内の事業調整で一部福原と店舗を入れ替えている。2016年に株式会社篠原商店を吸収合併した株式会社道東ラルズから商号変更。
- 株式会社福原（北海道帯広市） - 帯広市・釧路市を中心に食品スーパーを展開。グループ内の事業調整で一部道東アークスと店舗を入れ替えている。このほか、旅行代理店、温泉施設運営を行っている。
  - しかりべつ湖ホテル福原（然別湖畔温泉）
- 株式会社道北アークス（北海道旭川市） - 2012年に株式会社道北ラルズを吸収合併した株式会社ふじから商号変更。
- 株式会社道南ラルズ（北海道北斗市） - 函館市を中心とした道南圏で展開。
- 株式会社ユニバース（青森県八戸市） - 東北地方（青森県・岩手県・秋田県）で展開。
- 株式会社ベルジョイス（岩手県盛岡市） - 東北地方（青森県・岩手県・宮城県）で展開。2016年に株式会社ベルプラスを吸収合併した株式会社ジョイスから商号変更。
- 株式会社みずかみ（岩手県遠野市） - 岩手県で展開。2023年にベルジョイスの完全子会社となった。
- 株式会社伊藤チェーン（宮城県柴田町） - 宮城県で展開。2019年に株式交換により完全子会社化。
- 株式会社オータニ（栃木県宇都宮市） - 北関東（栃木県・埼玉県）で展開。2021年に完全子会社化。アークスグループ入りの時点ではシジシージャパン（CGC）に加盟しなかった[注 2]（グループ内のスーパーマーケット事業会社としては唯一）ものの、2023年にCGCに加盟した。

### その他
- 株式会社エルディ（札幌市豊平区） - ビルメンテナンス、保険代理業務、ホームセンター事業（カインズをフランチャイズ運営）、DEP事業（パレットプラザ）を展開する。また2018年9月に福原から旅行事業の移管を受け「アークストラベル」の名称で旅行業を運営。
- 株式会社サンドラッグエース（札幌市東区） - サンドラッグとアークスの合弁会社で、ドラッグストア事業を展開。持株比率はサンドラッグ6：アークス4。2016年にエルディとドラッグ・ユー（ユニバースの完全子会社）からドラッグストア事業を継承している。
- 株式会社イワイ（札幌市中央区） - 北海道のアークスグループ店舗の酒販部門を担当する事業子会社。

### かつてのグループ企業
- 株式会社ホームストア（北海道室蘭市） - 2008年に株式会社ラルズへ吸収合併される。
- 株式会社道北ラルズ（北海道旭川市） - 2012年に株式会社ふじへ吸収合併される。株式会社道北アークスの前身。
- 株式会社篠原商店（北海道網走市） - 2016年に株式会社道東ラルズへ吸収合併される。株式会社道東アークスの前身。
- 株式会社ベルプラス（岩手県盛岡市） - 2016年に株式会社ジョイスへ吸収合併される。株式会社ベルジョイスの前身。

## アークスRARAカード

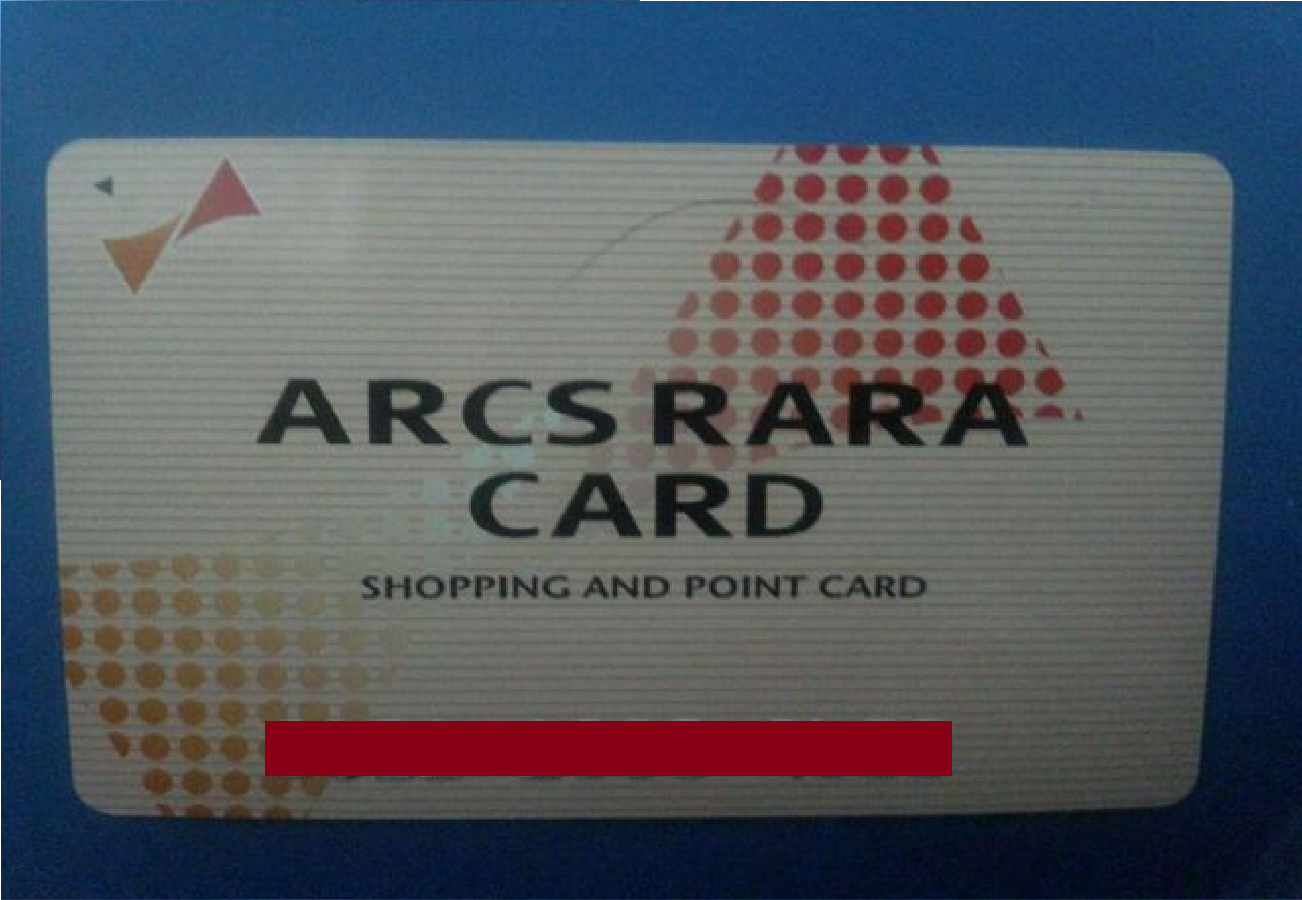
アークスRARAカード

アークスRARAカードは、2008年4月より、導入したアークスグループ共通のポイントカードである。当初はRARAカード（現金）とRARA JCBカードの2種類であったが、2012年11月よりラインアップが一新された。
共通の機能としてアークスグループ各店（ユニバース・ジョイスは2013年より順次導入）での買い物を対象としたRARAポイントが備わっている。また、2009年10月からグループ外にもRARAポイント対象を拡げ、ガソリンスタンドやタクシーなどでの利用でポイントを貯めることもできる（カードにより支払い方法が限定される）。
ラインナップ
- RARAカード（新規発行は終了）
  - 現金カード。
- RARAプリカ
  - 汎用型リロードタイプのプリペイドカード。1,000円単位で1回につき最大29,000円チャージして最大50,000円まで蓄積して利用。提携先は出光クレジット。
- RARAクレジット
  - ハウスカード。提携先は日専連系クレジット会社各社（北海道地区ではニッセンレンエスコートなど6社、東北地区では日専連ホールディングス（青森）と日専連パートナーズ（岩手）が対象[45]。なおベルジョイスの各ブランドが出店し、宮城県をエリアとしている日専連ライフサービス発行のカードは対象外[46]）。
- RARA JCBカード
  - QUICPayを搭載したクレジットカード。提携先はジェーシービー。
- RARAカードPLUS+（入会は北海道地区でのみ取り扱い）
  - iD（グループでの対応は2013年3月より）を搭載したクレジットカード。クレジット利用でポイント率も上がる。提携先は道銀カード・三井住友カード。
- RARAカードVISA（入会は本州地区でのみ取り扱い）
  - クレジットカード。提携先はジャックス。
- 2022年4月より、新デザインのアークスララカードが登場した。

### アークスポイント
詳細はアークスRARAカードについて（公式サイト）を参照。
- 基本付与率は税抜300円ごとに1ポイントである。
- プリカチャージポイント、アークスRARAクレジット決済ポイント、特定日のポイント倍率アップデー、特定商品のポイントプレゼント等で付与ポイントを増やす事が可能。
- 1ポイント＝1円の等価である。1ポイント単位で有人レジ・セルフレジ共に決済の前に代金の一部または全額として使用できる。2024年3月までは500ポイントたまると各店内に設置された発券機を使って500円の「アークスお買い物券」と交換できる制度だったが、同年4月より1ポイント単位へと制度が変更されお買い物券の発行は廃止された。（発券済みの物は発券から3ヶ月の有効期限が切れるまで使用できる）但し、アークスアプリ内でポイントをプリカにチャージする事が可能でその時は500ポイント単位である（500ポイントを一口として口数を指定してチャージする方式）
- 対象店舗において、購入額に応じたポイントが付与される。付与率はカードによって異なるがクレジット払い以外の基本ポイントは「税抜300円につき1ポイント」である。
  - ポイントが付与される支払方法は、現金もしくは、それぞれのカードの支払方法（RARAプリカの場合はプリペイド残高、クレジットカードの場合はそのクレジットカード決済）となる。なお上述の「アークスお買い物券」を組み合わせることは可能だが、「アークスお買い物券」での支払い額やポイント利用に対してはポイントは付与されない。
  - ポイント付与対象外となる商品・料金・支払い方法もある（公共料金支払い、たばこ、自治体指定ゴミ袋、切手、宅配料金、その他金券類など）。PayPay/楽天ペイ/d払いなど各種コード決済系もアークスポイント付与対象外である(決済サービス側のポイントは付与される)。
- アークスプリカについては店内のチャージ機を使って1000円単位(紙幣のみ)で現金チャージでき、チャージすると300円ごとに1ポイント付与される。チャージして支払う事で実質300円ごとに2ポイントの付与となる（300円に満たない端数分は切り捨てられる）
- クレジットカードの場合は、クレジットカード利用に対するポイントも別途付与される。付与率はカードによって異なる。
- スマートフォン向け「アークスアプリ」が存在しポイント確認とポイントチャージ・決済履歴確認・カード提示用バーコード表示機能・チラシ表示機能等があるがあくまでカード発行者向けのサービスのため、全機能を利用するためにはまず店舗でいずれかの物理カードを発行しアプリに登録しなければならない。
- 月間の利用料金に応じたボーナスポイントがプレゼントされる。ただしこの利用料金はアークスグループ各店舗のもののみカウントされ、それ以外のRARAカード導入店での利用料金は対象外。またこのボーナスポイントの利用料金のカウントにおいては、上記のポイント付与対象外となる商品・料金のうち一部（たばこ・ゴミ袋など）も対象となる。
- アークスグループ全体で一日一回、チャージ機にカードを挿入するとチャージ選択画面の前にスロットマシンゲームによる抽選で最低1ポイント、最大5ポイントのいずれかが来店ポイントとして進呈される。

### 特典
- アクティブシニアデー
  - 一定以上の年齢（60歳以上・65歳以上など）のRARAカード利用者が、特定日に5%割引を受けられる。対象年齢・対象日は運営企業により異なる。
- アークスポイント加算
  - 特定日にアークスポイント5倍・7倍・10倍などの加算が行われる。対象日・倍率は運営企業により異なる。

### 注
1. ↑  「ぴあざフクハラ桜町店」、「フクハラタイガー店」、「フクラハとん田西町店」、「フクハラ三輪店」
2. ↑  オータニは、アークスの傘下になる前からオール日本スーパーマーケット協会（AJS）に加盟しており、同グループのプライベートブランド「くらし良好」などを取り扱っていたが、アークスグループ入り後もこれを継続していた。